# Pinal Airpark
Pour les articles homonymes, voir Pinal.
Pinal Airpark (code IATA : MZJ • code OACI : KMZJ) est un aéroport des États-Unis, situé dans le comté de Pinal, en Arizona.
Il est principalement connu pour être un cimetière d'avions.

## Histoire
L'aéroport a été construit en 1942 par la compagnie Sundt & Del Webb Construction Companies et fut ouvert en mars 1943 sous le nom de Marana Army Air Field. 
Pendant la Seconde Guerre mondiale, il fut utilisé comme base d'entrainement par l'United States Army Air Forces.

## Images

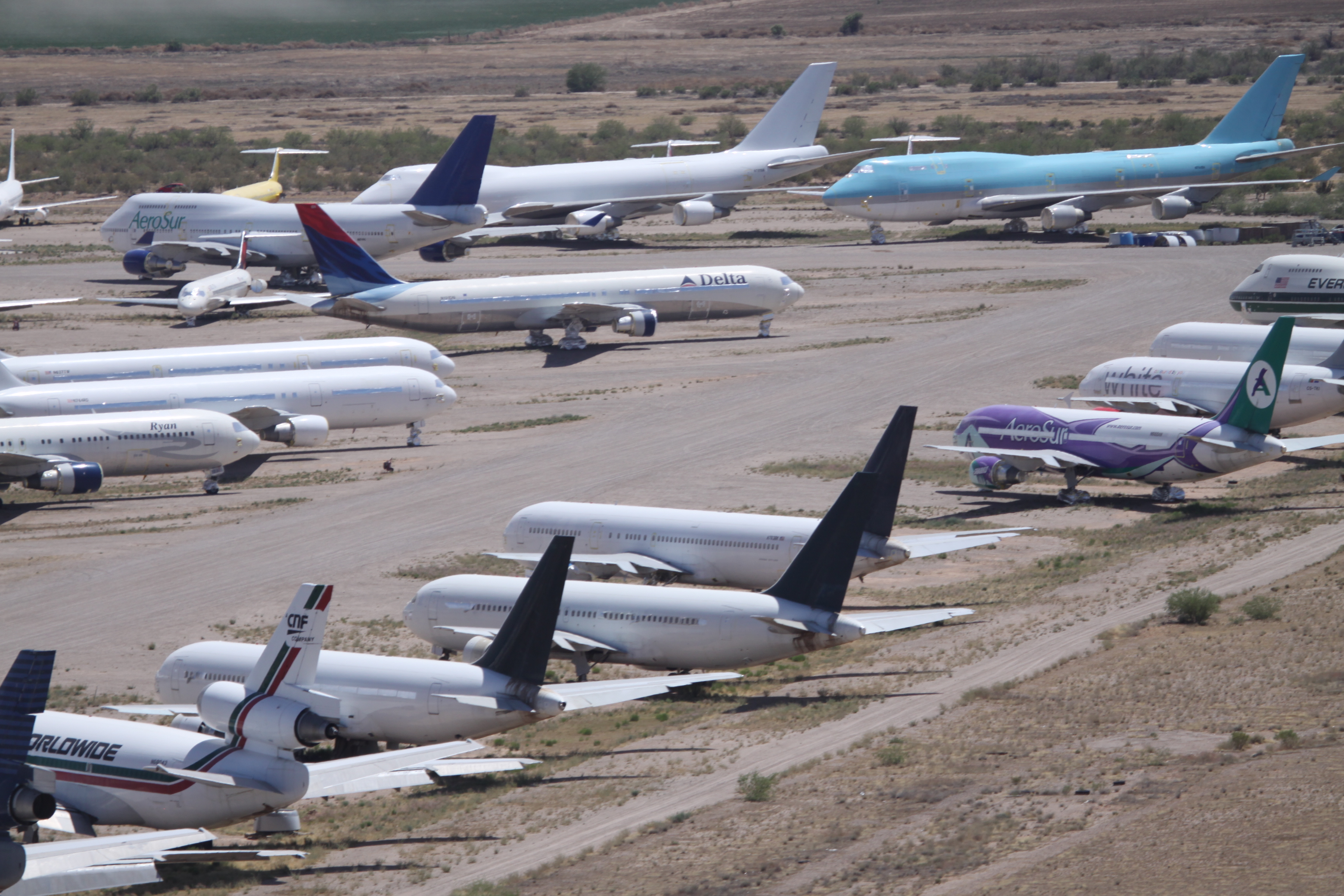
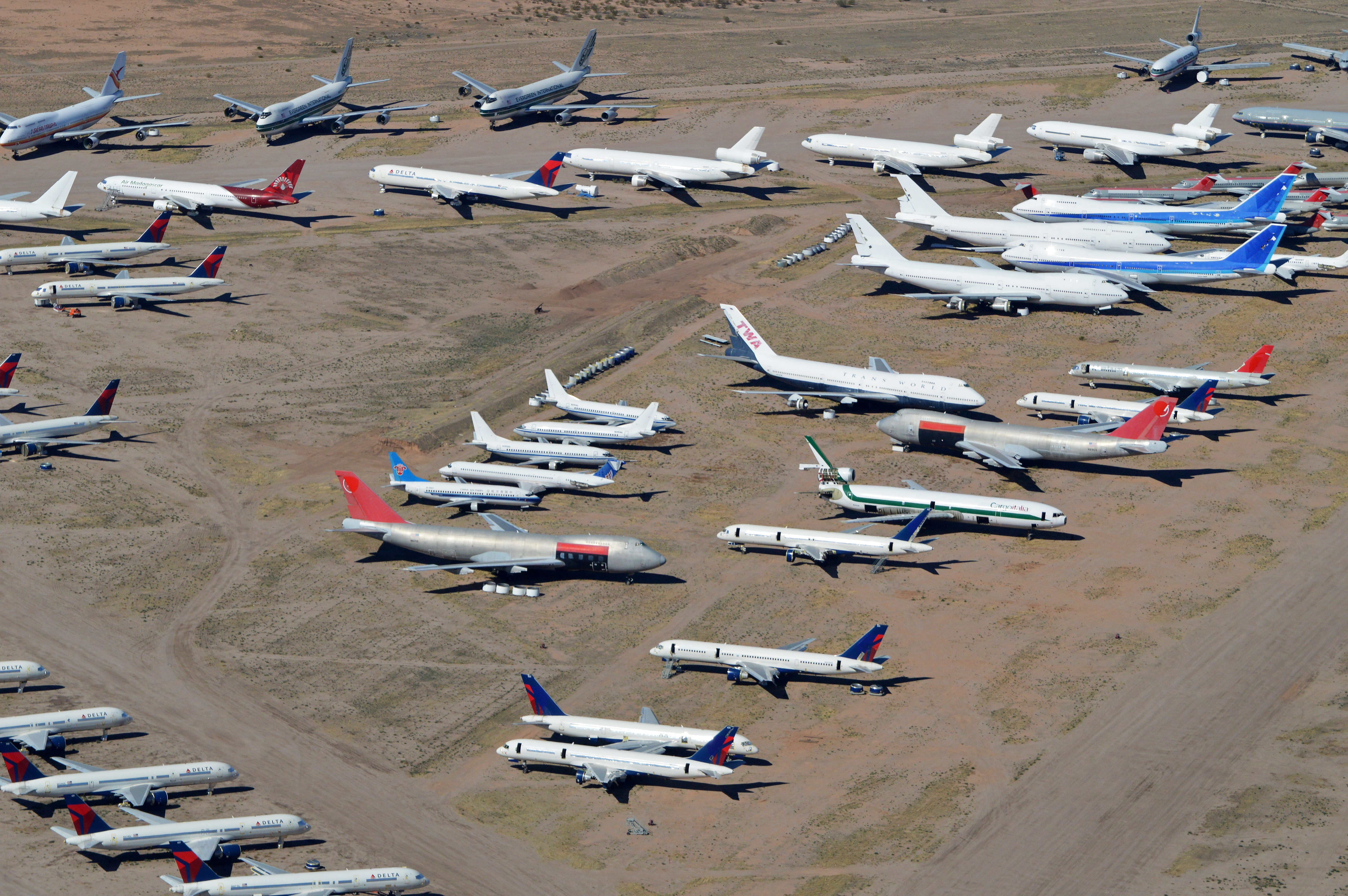
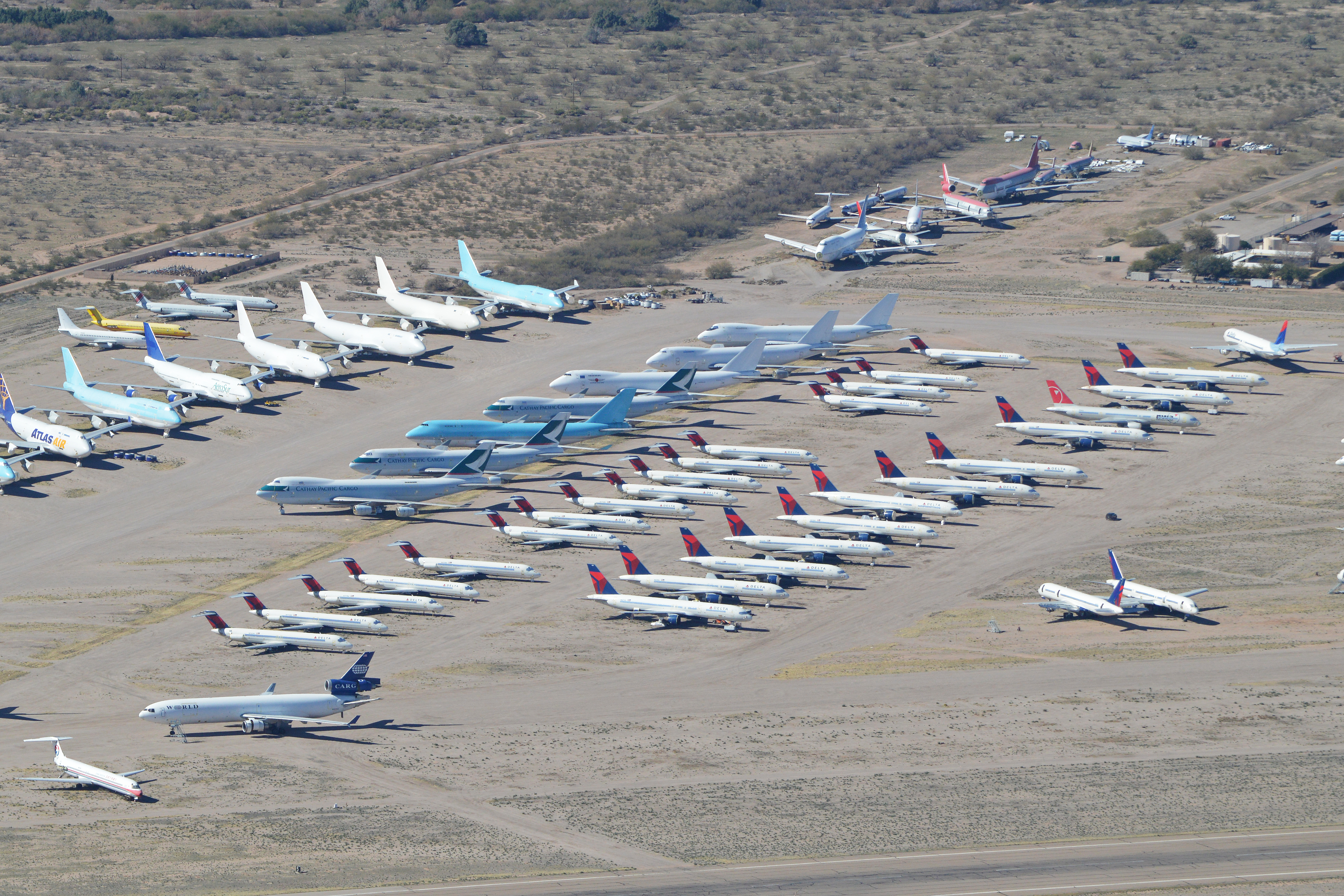
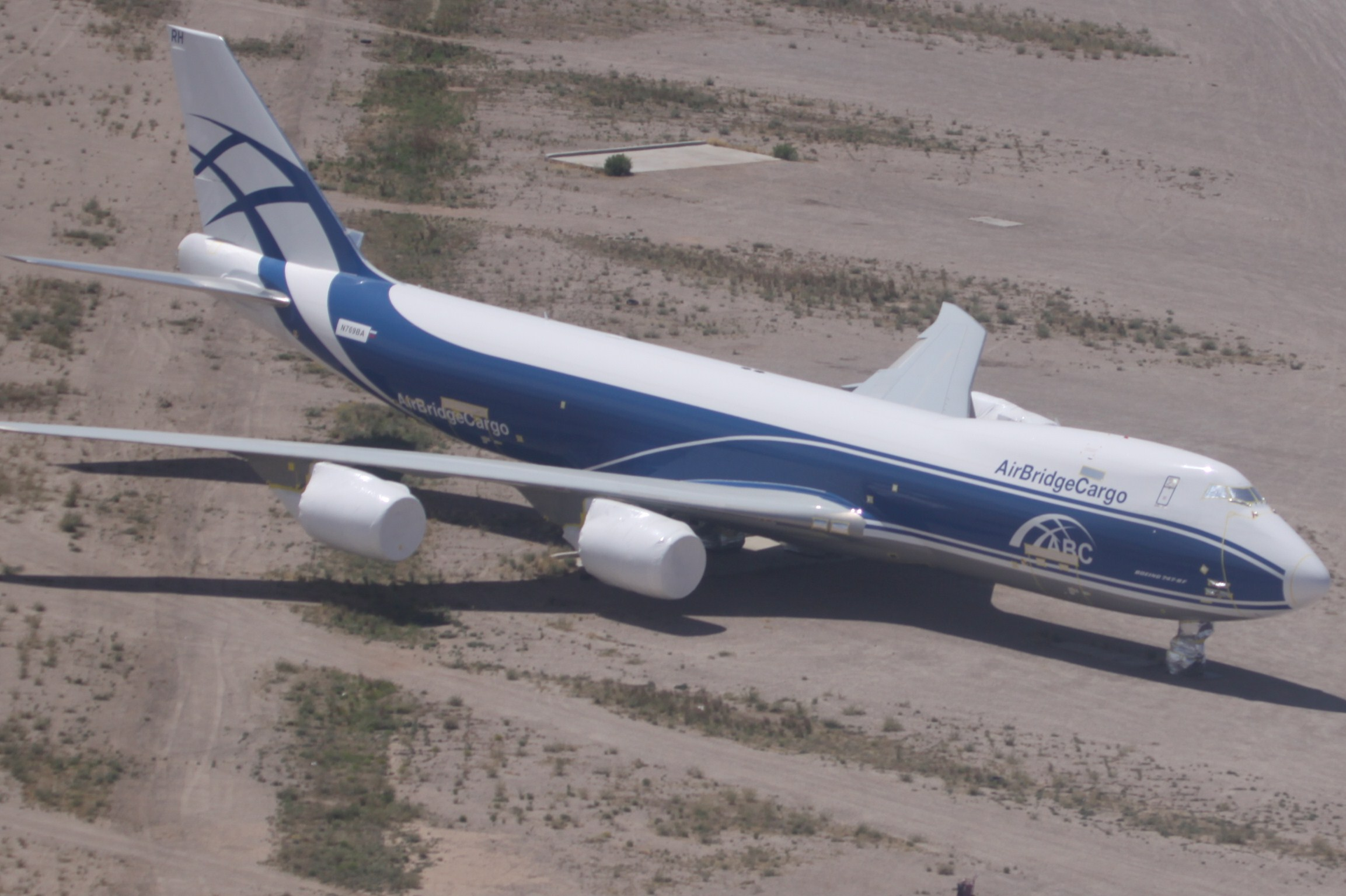
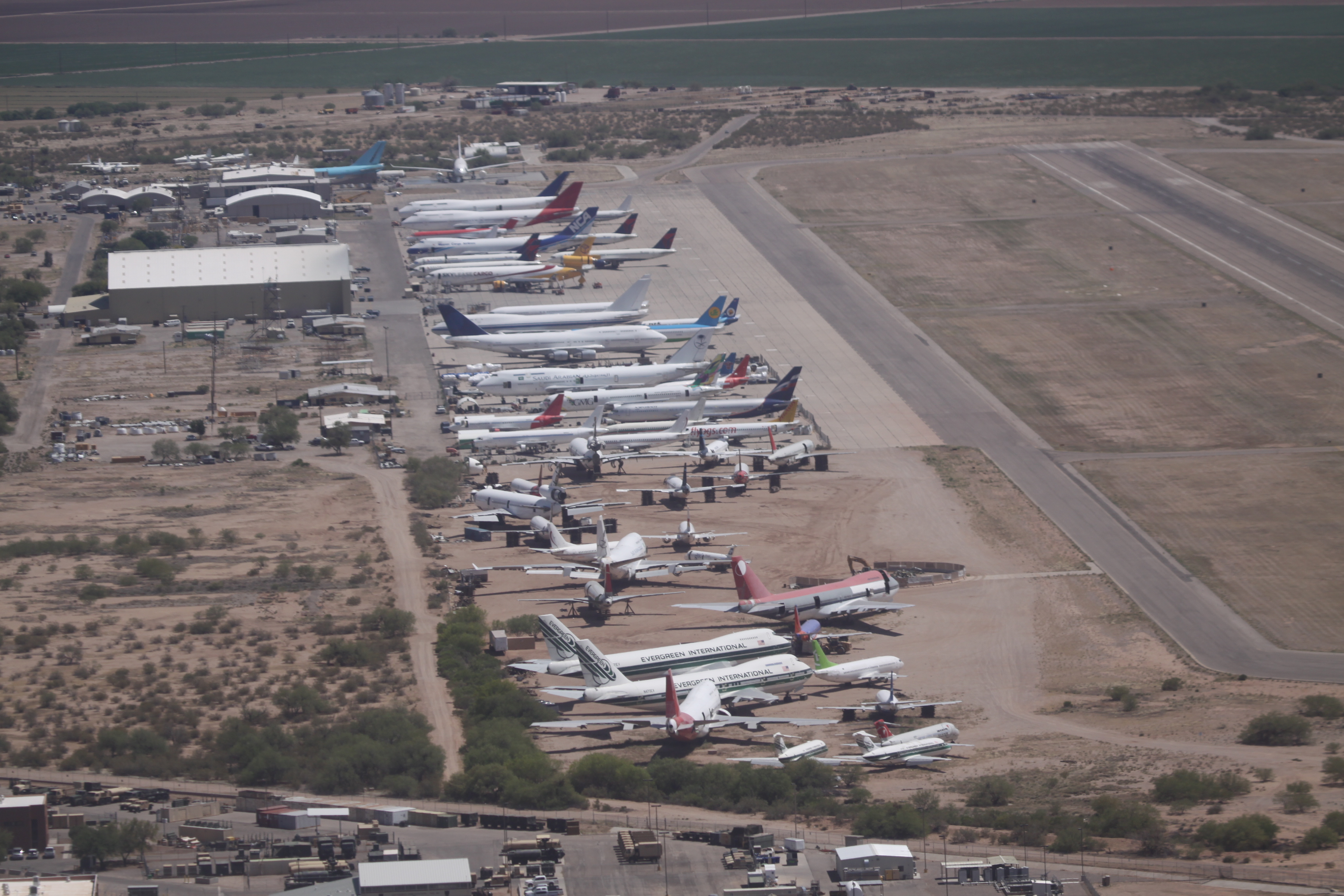
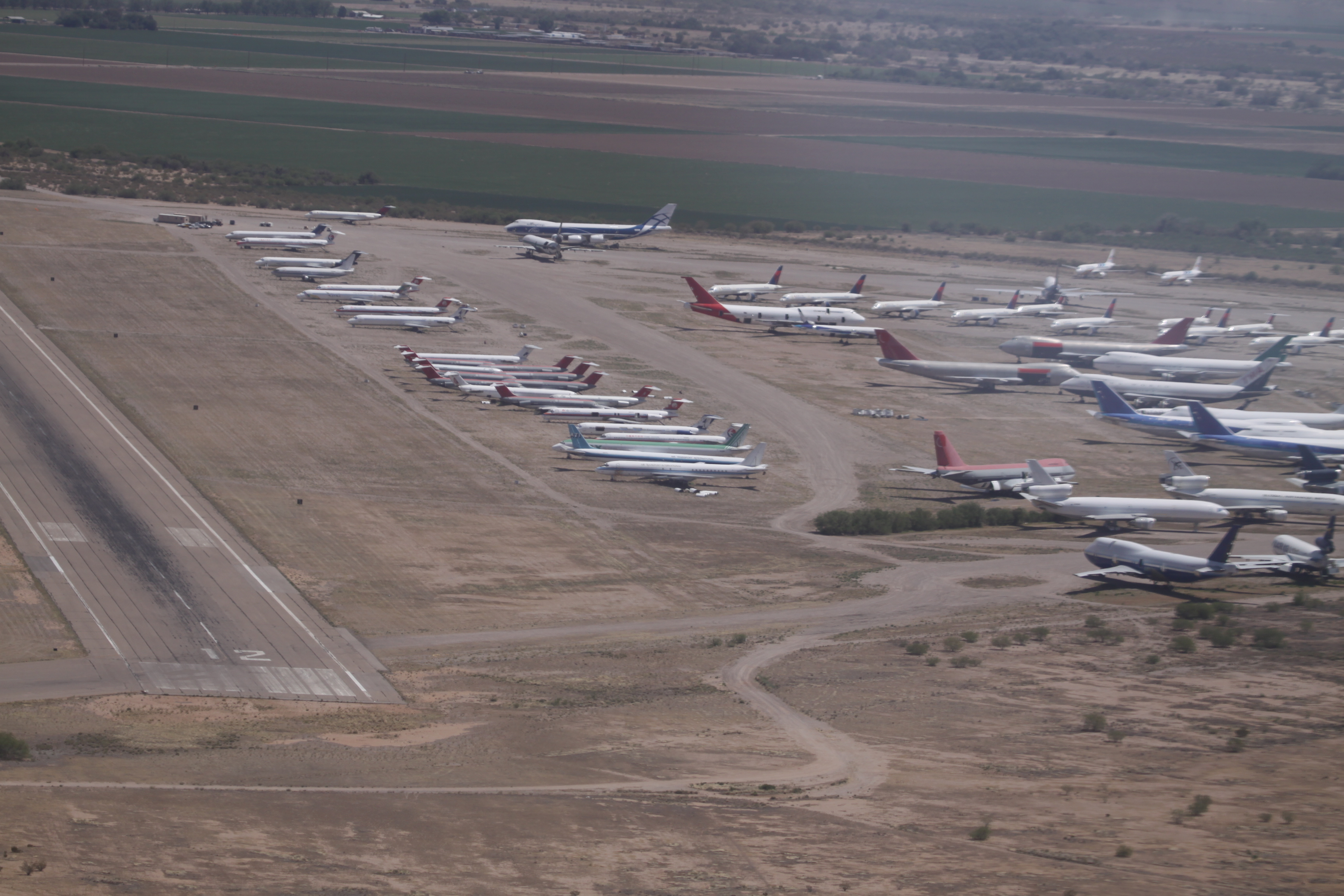
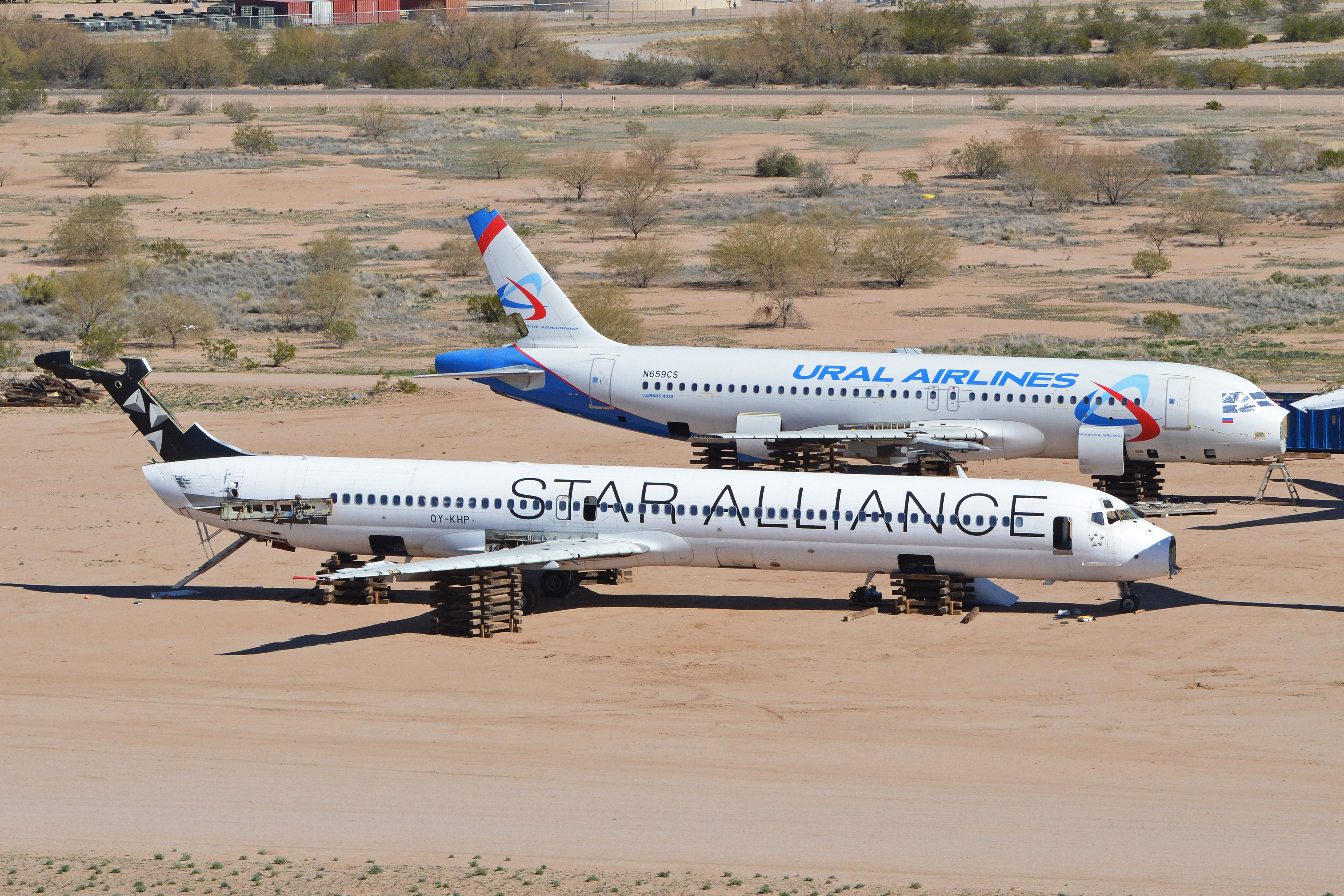